# Siam Di Tella
 (juin 2023).
Si vous disposez d'ouvrages ou d'articles de référence ou si vous connaissez des sites web de qualité traitant du thème abordé ici, merci de compléter l'article en donnant les références utiles à sa vérifiabilité et en les liant à la section « Notes et références ».
SIAM, (acronyme de Sección Industrial Amasadoras Mecánicas) est une entreprise argentine d'appareils électroménagers, appartenant au Grupo Industrial Newsan.
La société originelle SIAM Di Tella est fondée en 1911 par Torcuato Di Tella. Elle est spécialisée dans la fabrication de pétrins mécaniques. Au fil des ans, la production s'est diversifiée avec la fabrication de réfrigérateurs, de machines à laver, de cuisines, de téléviseurs, de scooters, d'automobiles, de camionnettes et de nombreux articles pour l'industrie privée et le secteur public, tels que les équipements pour le pompage du pétrole, les gros transformateurs électriques, les tubes en acier et les générateurs pour les locomotives diesel-électriques. Dans les années 1940, l'entreprise est devenue la plus grande industrie métallurgique d'Amérique du Sud.
La société est nationalisée en 1972. Sous le gouvernement de Raúl Alfonsín, elle a été démembrée en 1986 et vendue séparément à trois groupes d'entreprises privées : Techint (conglomérat italo-argentin de la métallurgie), Pérez Companc et Aurora. Après avoir obtenu les droits sur la marque SIAM, Newsan a rouvert l'ancienne usine Siam Di Tella à Piñeiro, Buenos Aires le 30 avril 2014, avec un investissement de plus de 35 millions de dollars.
Newsan fabrique toujours des réfrigérateurs de la marque SIAM dans l'usine de Piñeiro.

## Histoire

### Les origines
Torcuato Di Tella est né en 1892 à Capracotta, dans la province d'Isernia dans le Molise, une région du centre-sud de l'Italie. À l'âge de 13 ans, ses parents émigrent en Argentine. Quelques années plus tard, en 1910, dans la capitale Buenos Aires, une grève des boulangers éclate sur les conditions de travail et les autorités municipales exigent que toutes les boulangeries installent une machine à pétrir le pain, pour éviter les conflits syndicaux. Ainsi, l'Etat crée un marché et le jeune Torcuato Di Tella, alors âgé de 18 ans, voit l'opportunité de profiter des perspectives ouvertes par cet arrêté municipal : s'y conformer signifie que les boulangeries de Buenos Aires auront besoin de 700 machines. Di Tella demande à son ami mécanicien, Guido Allegrucci, fils d'émigrés italiens comme lui, s'il pouvait fabriquer une machine à pétrir le pain comme celles importées, et la réponse a été affirmative. C'est ainsi que les deux créent leur société qui, en 1911 et en plein modèle argentin d'agro-exportation, brevette la première machine à pétrir le pain nommée SIAM (Société Industrielle des Mélangeurs Mécaniques). Le modèle SIAM comportait quelques détails différents par rapport à ceux disponibles sur le marché pour ne pas être accusés de plagiat et il s'est vendu à un rythme spectaculaire. Le produit a été un succès et peu de temps après, Torcuato Di Tella prend le contrôle total de l'entreprise.

### Années 1920 à 1940
Torcuato Di Tella apporte les premières méthodes industrielles d'agriculture dans l'Argentine rurale. En 1922, le général Enrique Mosconi (nouveau président de la compagnie pétrolière d'État YPF) accélère l'installation de stations-service dans tout le pays et commissionne Torcuato Di Tella pour fabriquer des distributeurs de carburant. En 1928, Di Tella décide de regrouper la production, dispersée dans plusieurs ateliers, dans une seule grande usine de métallo-mécanique à Avellaneda.
Ainsi, dans une Argentine essentiellement agro-exportatrice, où pratiquement tout était importé, une entreprise industrielle a été fondée, avec une technologie relativement avancée pour l'époque, qui se développait à un rythme accéléré soutenu par des commandes du secteur public.
Alors que l'entreprise vit son meilleur moment, la crise de 1929 éclate, et peu de temps après, le coup d'État de 1930 qui renverse le gouvernement radical d'Hipólito Yrigoyen. Face à cette situation, il décide d'aiguiser son ingéniosité et se lance dans différentes productions pour le marché local qui commençait à prendre de l'importance.
En 1932, la fabrication de réfrigérateurs commerciaux débute et, en 1933, les premiers moteurs électriques sont construits. Cependant, l'une des plus grandes icônes de SIAM émergera en 1935, lorsque l'utilisation d'un article de pointe sera massivement introduite : le réfrigérateur familial SIAM, un bien de confort devenu essentiel dans les foyers argentins. La différenciation technique offerte par ce produit lui a conféré un grand prestige.
En 1937, l'entreprise se lance dans la production d'équipements pour le pompage d'huile pour la compagnie pétrolière argentine YPF puis, en 1941, les premiers grands transformateurs électriques. Parallèlement, la fabrication de divers appareils électroménagers se poursuit.

### Les années 1940
En 1947, les premières motopompes immergées à stator pour puits profonds sont fabriquées et un an plus tard les premiers tubes en acier soudés électriquement, qualité API, jusqu'à 323,9 mm de diamètre, sont lancés sur le marché.
A cette époque, SIAM était le groupe industriel le plus important d'Amérique Latine. En 1948, Torcuato Di Tella décède subitement à l'âge de 56 ans, laissant un vide à la direction de cet empire aux dimensions phénoménales, symbole de la modernisation argentine. Di Tella était devenu membre du conseil d'administration de l'Union Industrielle Argentine, représentant le pays à la Conférence de l'Organisation Internationale du Travail, créant un projet de législation du travail et de la sécurité sociale, écrivant des livres et donnant des conférences sur le sujet. Entre autres activités, il avait été professeur d'économie à l'Université de Buenos Aires et avait constitué une importante collection de peintures qui enrichit actuellement le patrimoine du Musée national des beaux-arts.

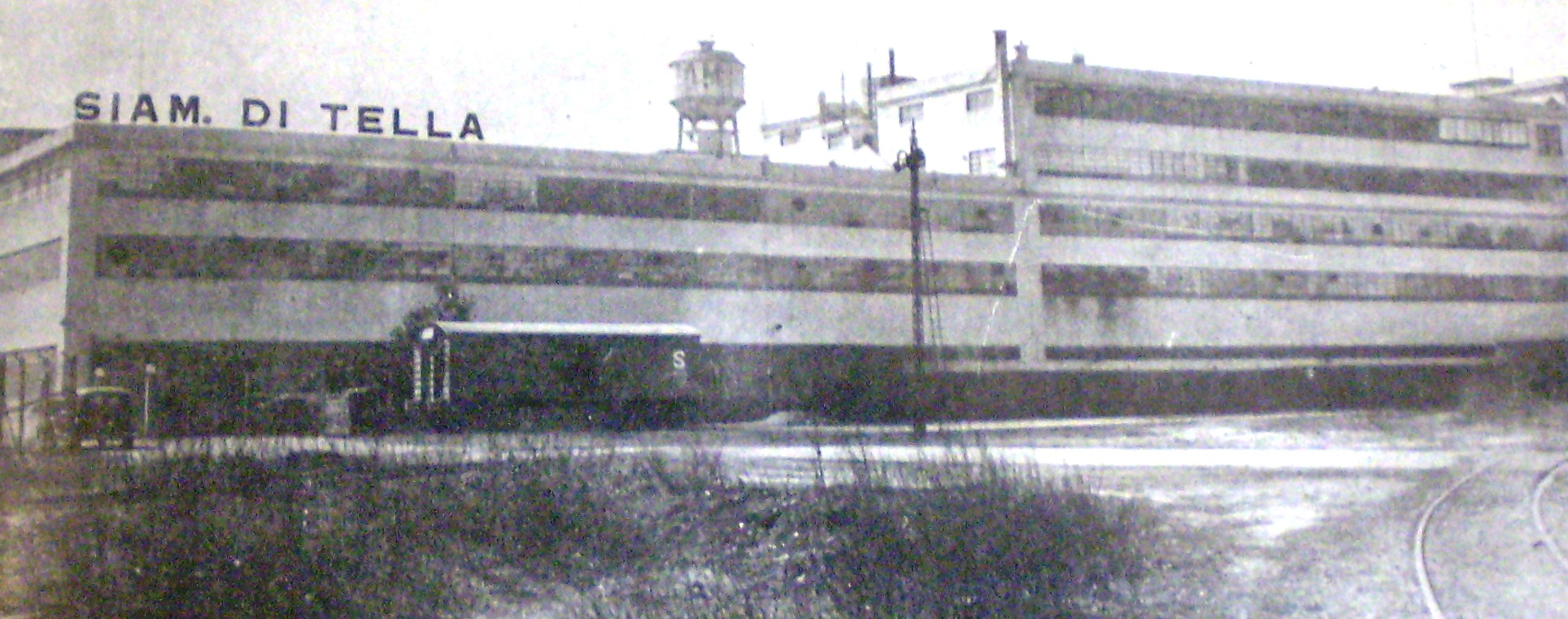
L'usine SIAM Di Tella d'Avellaneda

Pendant la Première Guerre mondiale, Torcuato Di Tella est venu combattre en Europe aux côtés des forces italiennes, après quoi il retourna en Argentine, où il se distingua par sa lutte active contre le fascisme de Benito Mussolini.
Au cours des années 1940 et 1950, l'entreprise a encore pris de l'ampleur, se développant principalement grâce à ses nombreuses productions : scooters, ventilateurs et autres appareils électroménagers, que le marché local exigeait. Sa capacité industrielle lui a permis de produire en 1948 des réfrigérateurs au rythme de 11.000 exemplaires par an, pour atteindre les 70.000 exemplaires dix ans plus tard, devenant la plus grande entreprise latino-américaine, avec plus de 9.000 salariés.

#### La croissance de l'entreprise
La disparition soudaine de Torcuato Di Tella laisse un vide important dans la gestion de l'entreprise. Il avait insisté pour que ses deux fils, Guido et Torcuato, deviennent ingénieurs et prennent la direction de l'entreprise, ce qu'ils ont fait. Tous deux ont obtenu leur diplôme d'ingénieur et ont pris la direction de la société SIAM, la renommant "SIAM Di Tella". Alors que l'entreprise entame une phase de déclin, les efforts des frères Di Tella portent principalement sur le développement de la Fondation et de l'Institut qui porte le nom de leur père, qui deviendra célèbre dans les années 1960 pour son mécénat artistique et son style avant-gardiste.

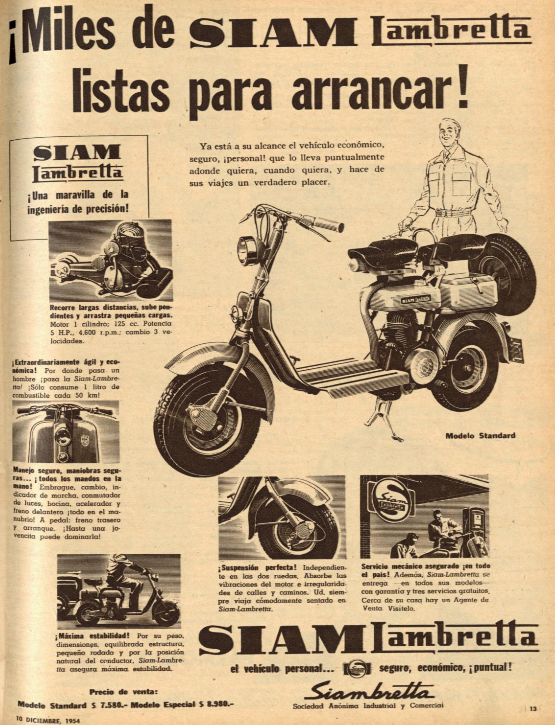
Publicité pour la Siambretta (1954)
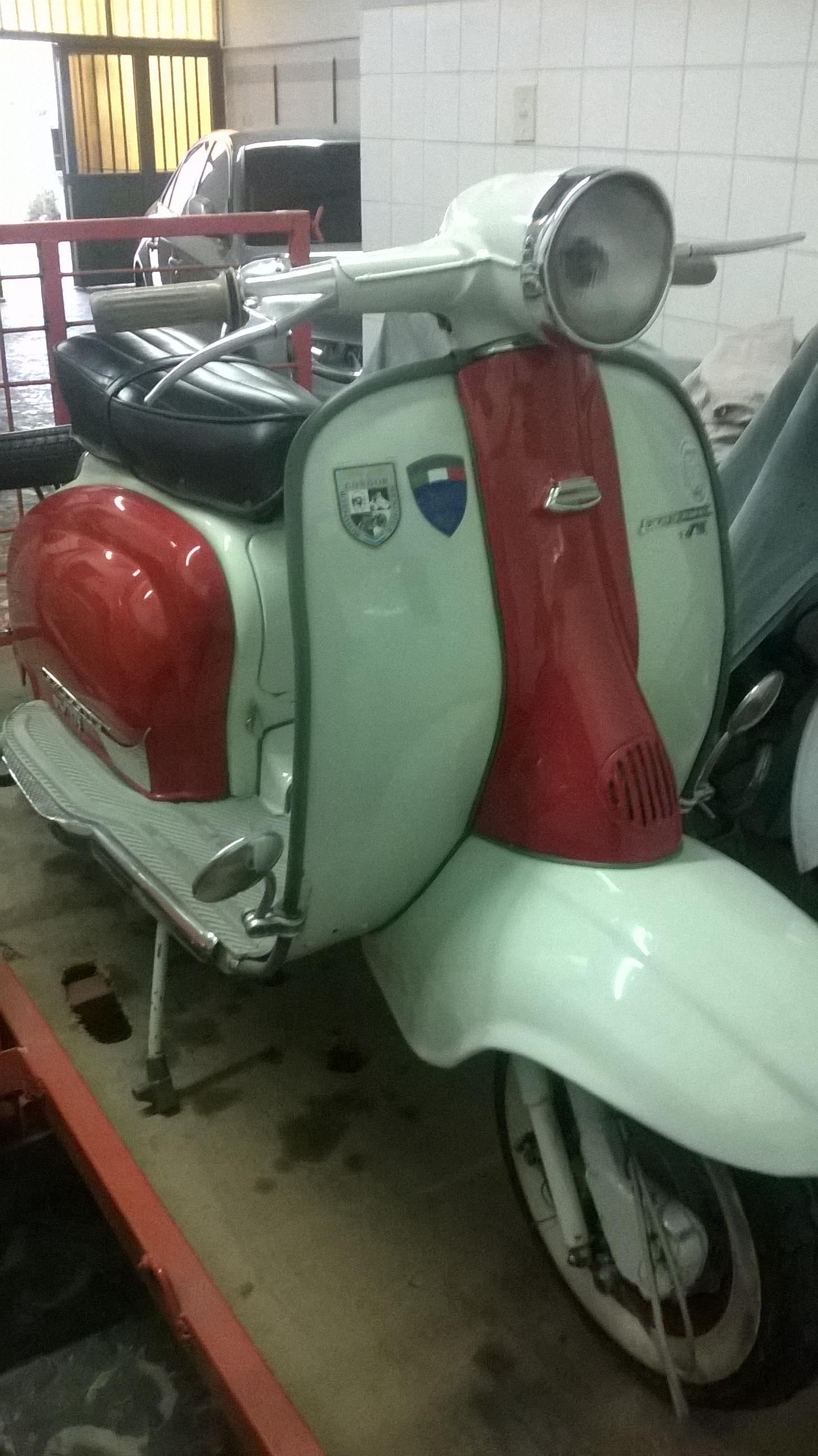
Siambretta 175 TV (1967)

#### Siambretta
À cette époque, le contexte économique national continuait d'être favorable à l'entreprise et SIAM signa un accord avec la société italienne Innocenti pour la fabrication des fameux scooters Lambretta, qu'elle appellera « Siambretta », en l'honneur de leur père Torcuato, qui avait toujours rêvé de devenir "le Ford argentin". À cette époque, il suffisait que le SIAM annonce qu'il allait fabriquer la Siambretta, pour que les gens s'inscrivent sur la liste d'attente des concessionnaires en payant le scooter à l'avance. C'est-à-dire que les gens s'inscrivaient chez les concessionnaires, alors que Siam n'avait pas encore commencé la construction de l'usine. L'entreprise, dans le cadre de sa campagne publicitaire, a offert un scooter au gouvernement de Juan Domingo Perón, qui a été montré au volant de son scooter dans une image devenue célèbre.
Au cours de la période 1945-1955, l'entreprise continue de croître et fabrique des appareils électroménagers tels que des machines à laver, des cuisines, des téléviseurs (en noir et blanc) et les désormais célèbres scooters et camionnettes "Siambretta". Certains d'entre eux ont été exportés vers le Chili et l'Uruguay. La production de Siambretta a cessé en 1970 avec environ 200.000 unités vendues.

#### Automobile
Une loi pour encadrer les investissements étrangers et favoriser le développement de l'industrie automobile nationale rédigée par le conseiller Rogelio Julio Frigerio et promulguée par le Président Arturo Frondizi a encouragé SIAM à se lancer dans la construction automobile. Une licence obtenue de British Motor Corporation a donné la "Siam di Tella 1500", basée sur la BMC Farina-Riley 4/72 de la fin des années 1950. La voiture suivait les spécifications de la BMC mais était équipée d'une motorisation à faible compression du moteur série B de 1.489 cm3 avec un seul carburateur. L'option double carburateurs était disponible, mais très rarement proposée. La voiture produite était équipée d'un moteur quatre cylindres en ligne, d'une cylindrée de 1489 cm³, 56 ch (42 kW) à 4.500 tr/min avec une boîte de vitesses manuelle à 4 rapports avant et un arrière. La vitesse maximale peut atteindre 117 km/h avec une consommation de 9,8 litres aux 100 km.
Le véhicule est devenu très populaire parmi les chauffeurs de taxi à Buenos Aires en raison de son intérieur spacieux et de sa consommation raisonnable par rapport aux véhicules américains. A la 1500 vont succéder le break "Traveller" et le pick-up "Argenta" puis le haut de gamme "Magnette". La multiplication des filiales des constructeurs automobiles européens a conduit à la faillite de la division automobile de SIAM en 1966. Au total, environ 61.477 exemplaires ont été produits entre 1959 et 1966. L'atelier et l'outillage de production automobile ont été vendus à Industrias Kaiser Argentina. IKA a redémarré la production avec une variante de la Morris Oxford. Les modèles SIAM di Tella 1500 et le pick-up Argenta ont été rebaptisés "Riley 1500". Les ventes de la Morris Oxford étaient bonnes, mais IKA a été racheté par Renault en 1967 et la production des voitures d'origine britannique a été arrêtée.
Dans ce contexte, SIAM a fait l'un de ses plus gros paris, en décidant de fabriquer des voitures sous licence anglaise, ce qui était très risqué car elles allaient concurrencer les géants américains General Motors et Ford. SIAM avait 13 usines avec plus de 9.000 salariés et 250 produits avec des caractéristiques différentes.
| Nom                            | Type    | Années  | Production |
| ------------------------------ | ------- | ------- | ---------- |
| Di Tella 1500                  | Berline | 1959–66 | 45.785     |
| Di Tella Traveller             | Break   | 1963–66 | 1.915      |
| Siam Magnette 1622             | Berline | 1964–66 | 2.664      |
| Di Tella Argenta (1 & 2e série | Pickup  | 1963–66 | 11.113     |
| Total                          | Total   | Total   | 61.477     |

Nota : y compris la production CIDASA.

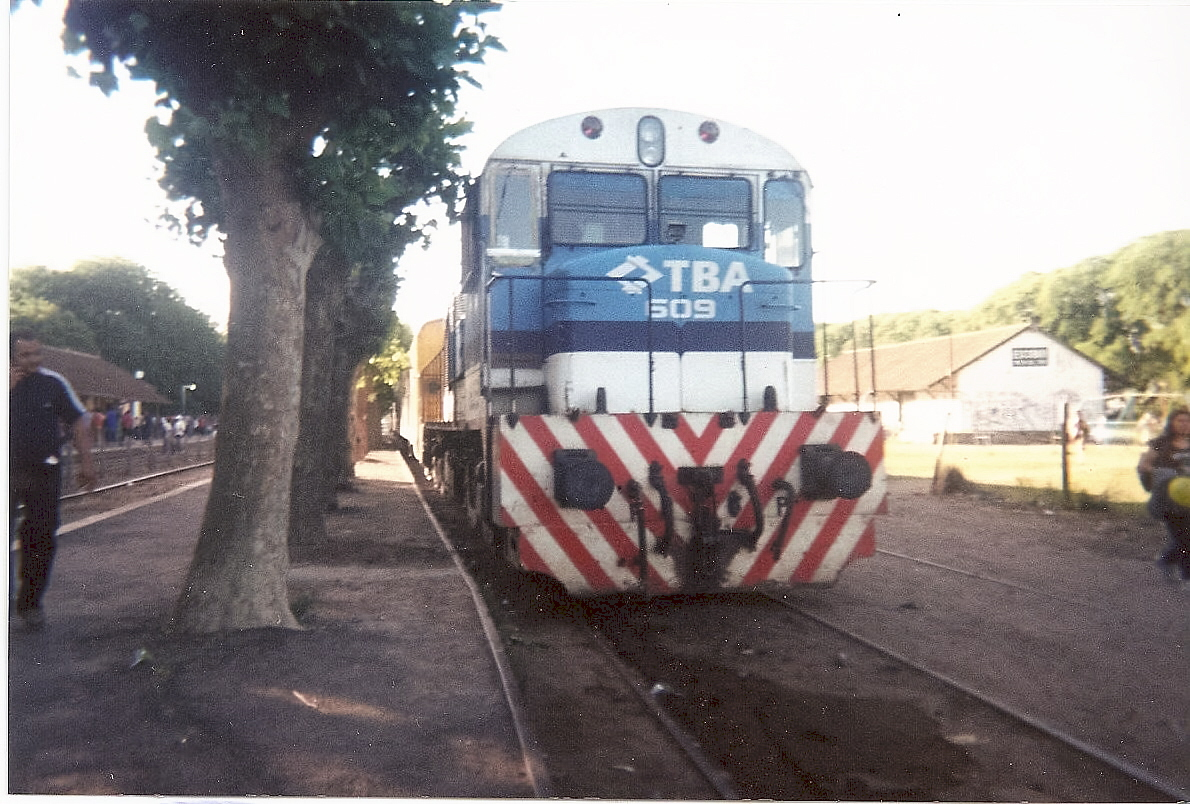
Locomotive série "G.A.I.A.", construite dans les années 1960. SIAM Di Tella a fabriqué les générateurs et des moteurs de traction

#### Locomotives diesel-électriques GAIA
Après la nationalisation des chemins de fer britanniques en 1948, l'État argentin favorisa le renouvellement de tout le matériel roulant. Pour cela, en 1951, SIAM présenta au public une nouvelle locomotive diesel électrique entièrement construite dans les Ateliers des Chemins de fer de Liniers par des techniciens et ouvriers argentins. On l'appelait populairement " Justicialista ".
En 1952, vu les bonnes performances de cette locomotive diesel-électrique nationale et face à la nécessité de devoir lancer la production en série de cette locomotive, l'État crée la FADEL (Fábrica Argentina de Locomotoras - Usine Argentine de Locomotives). La nouvelle entité dépendait de l'ENT (Société Nationale des Transports) et ses installations étaient situées dans les Talleres de Liniers (FNDFS). Des contrats de fournitures de moteurs diesel ont été signés avec les firmes italiennes FIAT S.p.A. et Cantieri Riuniti dell'Adriatico, autorisés par les résolutions no 891 et 938/52. Les responsables de la Compagnie Nationale des Chemins de Fer Argentins (EFEA), ont négocié, avec un consortium spécifiquement créé à cet effet, la fabrication de 280 locomotives diesel-électriques, avec un pourcentage élevé de composants nationaux. Ce consortium italo-argentin s'appelait "Gruppo Aziende Italiane e Argentine" (G.A.I.A.) composé de plusieurs sociétés. Du côté italien se trouvaient :
- Fiat S.p.A. (moteurs diesel)
- Breda C.F. (Carrosserie, moteurs de traction et commandes)
- OM (carrosserie)
- Pistoiesi (carrosseries)
- Ansaldo (moteurs électriques de traction)
- Ercole Marelli (Projet et section électrique)

Parmi les entreprises argentines figuraient:
- Fiat Concord (moteurs diesel)
- SIAM Di Tella (générateurs et moteurs de traction)
- Cometarsa (Ensemble carrosserie et moteur)

La conception générale des moteurs avait été réalisée avec des techniciens argentins car la volonté initiale était d'obtenir un moteur simple et robuste à adopter comme moteur standard pour les chemins de fer argentins. Les quatre-vingts premières locomotives GAIA (comme les quatre-vingts premiers moteurs) ont été entièrement construits en Italie, et les deux cents restants en Argentine de 1964 à 1970. Les progrès accomplis dans le domaine de la suralimentation des gros moteurs diesel ont permis à 130 locomotives de conserver le moteur d'origine, tandis que les 150 autres ont été équipées d'une double suralimentation, ce qui leur a donné 300 chevaux supplémentaires.
La fabrication de locomotives en Argentine était déjà en cours, certains châssis et carrosseries avaient été construits, lorsqu'en septembre 1955, le gouvernement de Juan Domingo Perón est renversé et la construction des locomotives interrompue. Pendant la dictature "Revolución Libertadora" la FADEL a été dissoute en 1956 et il restait quatre-vingts moteurs FIAT entièrement construits en Italie et un contrat pour la construction de deux cents autres moteurs à l'usine Fiat Concord Grandes Motores Diesel de Cordoba, qui ont été livrés en 1958.

### Les années 1960
Pendant ce temps, les locomotives à deux compresseurs, appelées "Seconde Série", ont été livrées entre 1962 et 1968 (numérotées de 6201 à 6350). Elles ont également été les premières à porter les couleurs Bordo-Yellow-Rouge-Carmin qui identifieront plus tard toutes les locomotives Ferrocarriles Argentinos. L'instabilité politique et économique du pays fait que le plan n'est finalement pas été réalisé et que l'usine est surdimensionnée. A cette époque, les problèmes de surinvestissement dans des projets qui n'atteignent pas le développement escompté sont légion.
Le développement de l'entreprise, encouragée par des politiques protectionnistes dans le cadre d'une expansion du marché intérieur, s'est poursuivi jusqu'en 1970. Dans sa période la plus faste, SIAM Di Tella comptait 13 sites industriels en Argentine et la société avait des activités au Chili, au Brésil et en Uruguay, ainsi qu'à New York et à Londres. Les principales usines étaient celles de San Justo, Avellaneda et Tierra del Fuego.
En 1963, l'entreprise fabrique les premiers tubes en acier soudés à l'arc, qualité API, jusqu'à 1.066,8 mm de diamètre. Trois ans plus tard, la fabrication du transformateur le plus puissant produit à ce jour dans le pays débute : 40.000 kVA / 132 kV.

#### Camions SIAM di Tella
Parallèlement à la production d'automobiles et de scooters, la société SIAM a signé un accord avec Thornycroft et ACLO pour produire sous licence des camions d'origine anglaise. Trois modèles ont été choisis : le Thornycroft Trusty et les AEC Mogul et Majestic. La fabrication s'est poursuivie jusqu'au milieu ou la fin des années 1960.

#### Division électromécanique SIAM di Tella
À la fin des années 1960, la division SIAM Électromécanique signe deux contrats qui vont lui permettre de produire des machines lourdes. Le premier, avec la société américaine WABCO (Westinghouse Air Brake Company), pour la production de trois modèles de niveleuses dans l'usine de Monte Chingolo : les modèles 440, 444 et 660. Ce contrat était en vigueur jusqu'au milieu de les années 1980, où à partir de 1984, la SADE (Société Argentine d'Électrification) a repris la production des niveleuses 130H et 160H, sous la marque SIAM SADE, jusque dans les années 1990.
La seconde était avec International Harvester pour la production du chargeur frontal IH Payloader H60B, jusqu'à la fin des années 1970.

### Appauvrissement et ruine de l'entreprise
Bien que des niveaux élevés d'intégration locale des produits fabriqués étaient exigés par le Régime, ceux-ci étaient, dans la réalité, très faibles. L'entreprise SIAM di Tella s'est trouvée à faire face à de grosses difficultés financières pour vouloir augmenter ce pourcentage, conformément à ce qui était imposé par la législation en vigueur. Elle a dû réduire considérablement ses volumes de production. Cela a compliqué les programmes de renouvellement des modèles. De nombreuses solutions ont été analysées et finalement, en mars 1965, un accord est signé avec IKA - Industrias Kaiser Argentina pour une coopération dans les domaines de la fonderie et de l'outillage. Quelques mois plus tard, en septembre 1965, IKA acquiert 65 % de SIAM Di Tella Automotores.
Malgré la reprise de la division automobiles par IKA, les difficultés financières persistent. En mars 1966, le nom SIAM disparaît, la "Di Tella 1500" et le pick-up "Argenta" sont renommés "Riley", le break "Rural" devient "Morris Traveller" et la "Magnette 1622" simplement "MG". La société change également son nom de "SIAM Di Tella Automotores SA" à "Compañía Industrial de Automotores SA" - CIDASA.

### Renaissance
En 1969, SIAM lance les premiers réfrigérateurs à humidité contrôlée produite par le dégivrage cyclique de la paroi arrière du réfrigérateur, une isolation en mousse de polyuréthane "in situ" et une armoire construite avec des profilés en plastique avec une âme en acier. Cette même année, des tuyaux de qualité API ont également été exportés pour le gazoduc Santa Cruz-Yacuiba en Bolivie et le transformateur avec la puissance et la tension les plus élevées produites en Argentine : 150 MVA / 220 kV.
En 1970, les réfrigérateurs à absorption sont exportés pour la première fois vers les pays africains. L'année suivante, les premières niveleuses sont exportées à Veracruz au Mexique et le premier turboalternateur pour turbines à gaz de 22 MVA, 13,2 kV, 3.000 v/m, est livré.
SIAM n'est jamais parvenu à retrouver son équilibre financier, en 1972, c'est l'Etat argentin qui rachète les dettes et devient propriétaire de SIAM Di Tella et la déclare "société d'intérêt national".

### Sous la direction de l'État
Passée dans le giron étatique, SIAM fabrique les premiers équipements à absorption de gaz et d'électricité pour remorques (1972), exporte des réfrigérateurs à absorption aux États-Unis (1973) et fabrique les premières centrales de réfrigération pour remorques à absorption de gaz et d'électricité (1975). À partir de 1976, les projets de l'Etat changent complètement. En 1977, SIAM fabrique le premier transformateur de 300 MVA / 220 kV, poursuivant le développement et la production de transformateurs de forte puissance.
SIAM avait une belle opportunité de se relancer car l'entreprise aurait pu fabriquer les tuyaux du gazoduc Centre-Ouest en projet mais, pour le ministre de l'Économie Martínez de Hoz, SIAM représentait un fardeau et les premières tentatives de démembrement de l'entreprise commencent. L'entreprise chargée de la construction du gazoduc décide d'importer les tuyaux puisque aucun industriel argentin n'était capable de les fabriquer. Alors que l'intention de l'État était de vendre l'entreprise, cela devenait de plus en plus difficile car elle accumulait un déficit financier gigantesque et une capacité de production largement sous-utilisée.

### Vente des actifs de la société
L'entreprise a résisté à la crise du début des années 80, jusqu'à l'arrivée du nouveau gouvernement démocratique. Dans le cadre de la restauration, Raúl Alfonsín relance la privatisation de SIAM. À la suite d'un appel d'offres public, l'entreprise est vendue en 1986 à trois groupes :
- la société italo-argentine Techint rachète l'usine de tubes SIAT,
- Pérez Companc acquiert l'usine de San Justo,
- Aurora rachète les usines d'Avellaneda et de Terre de Feu.

Aurora Grundig, la principale héritière de l'ex-SIAM, se distingue par la fabrication d'appareils électroménagers : réfrigérateurs, machines à laver, fers à repasser, cuisinières, ventilateurs, poêles, pompes et pompes à huile, profitant des opportunités commerciales offertes par la constitution du Mercosur et l'ouverture des frontières des pays d'Amérique Latine.
La tranquillité économique ne dure pas longtemps et la crise s'aggrave d'année en année avec une hyperinflation et les dévaluations récurrentes. Toutes les entreprises sont affectées, malmenées par des années d'instabilité politique et économique ne peuvent plus rivaliser et presque toutes les anciennes usines SIAM disparaissent.